# 阿蒂喬克鎮區 (明尼蘇達州大石湖縣)
阿蒂喬克鎮區（英語：Artichoke Township）是位於美國明尼蘇達州大石湖縣的一個行政鎮區。

## 地方資料
阿蒂喬克鎮區的面積為92.10平方千米，當中陸地面積為83.50平方千米，而水域面積為8.60平方千米。根據2020年美國人口普查的數據，當地共有人口89人，而人口密度為每平方千米0.97人。